# Мосіна (Щецинецький повіт)
Мосіна (пол. Mosina) — село в Польщі, у гміні Щецинек Щецинецького повіту Західнопоморського воєводства.
Населення — 303 особи (2011).

## Демографія
Демографічна структура станом на 31 березня 2011 року:
|          | Загалом | Допрацездатний вік | Працездатний вік | Постпрацездатний вік |
| -------- | ------- | ------------------ | ---------------- | -------------------- |
| Чоловіки | 152     | 39                 | 104              | 9                    |
| Жінки    | 151     | 35                 | 91               | 25                   |
| Разом    | 303     | 74                 | 195              | 34                   |